# Kapipálvágása
Kapipálvágása (szlovákul: Pavlovce) község Szlovákiában, az Eperjesi kerület Varannói járásában. Hársalja és Kecerpálvágása tartozik hozzá.

## Fekvése
Eperjestől 20 km-re keletre fekszik.

## Története
A 18. század végén Vályi András így ír róla: „PÁLVÁGAS. Pavlovce, Kapi Pálvágas, Keczer Pálvágas, két tót falu Sáros Vármegyében. Kapi Pálvágásnak földes Ura Kapy Uraság, Kéczer Pálvágásnak pedig több Uraságok, ez fekszik Hanusfalvához közel, mellynek filiája, lakosaik katolikusok, határjaik jól termők, vagyonnyaik középszerűek, második osztálybéliek.”
Fényes Elek 1851-ben kiadott geográfiai szótárában így ír a faluról: „Vágás (Pál-), Sáros v. tót falu, Hanusfalva fil., 220 kath., 157 evang., 37 zsidó lak.”
1920 előtt Sáros vármegye Girálti járásához tartozott.
1943-ban csatolták hozzá Kecerpálvágását.

## Népessége
| Év:            | 1994. | 2004.    | 2014.   | 2024.   |
| -------------- | ----- | -------- | ------- | ------- |
| Emberek száma: | 625   | 716      | 762     | 836     |
| Eltérés:       |       | +14,56 % | +6,42 % | +9,71 % |

| Év:            | 2023. | 2024.   |
| -------------- | ----- | ------- |
| Emberek száma: | 837   | 836     |
| Eltérés:       |       | -0,11 % |

1910-ben 222, túlnyomórészt szlovák lakosa volt.
2001-ben 717 lakosából 698 szlovák és 15 cigány volt.
2011-ben 748 lakosából 723 szlovák és 16 cigány.

## Nevezetességek
- A Szlovák Nemzeti Párt által 2008-ban emelt kettőskereszt a község határában, melynek avatóünnepségén hangzott el Ján Slota pártvezér érzelmileg túlfűtött, magyarságot sértő beszéde.[5]